# كندريك بانجز كيلوغ
كندريك بانجز كيلوغ (بالإنجليزية: Kendrick Bangs Kellogg) هو مهندس معماري أمريكي، ولد في 1934.